# Wien, du Stadt der Lieder
Wien, du Stadt der Lieder (auch: Donauwellen) ist eine deutsche Musik- und Liebesromanze aus dem Jahre 1930 von Richard Oswald, dessen erste Tonfilm-Inszenierung dies war, mit Charlotte Ander, Paul Morgan und Igo Sym in den Hauptrollen.

## Handlung
Die hübsche Steffi Korn, die blonde Tochter eines Wiener Instrumentenhändlers, und der arbeitslose Musiker Pepi Pokorny konnten sich nur heimlich miteinander verloben, da beider Eltern gegen diese Verbindung sind. Vater Korn findet, dass der Fleischermeister Burgstaller eine viel bessere Partie sei, zumal dieser bereits seit geraumer Zeit ein Auge auf Steffi geworfen hat. Davon ist wiederum Burgstallers Verkäuferin Ilona ganz und gar nicht begeistert, denn sie würde sich liebend gern selbst ihren Chef angeln. Burgstaller und Korn haben etwas Weiteres gemeinsam: sie teilen sich derzeit ein Lotterielos und glauben fest an ihr Losglück.
Cäsar Grün, seines Zeichens Schriftsetzer bei einer Zeitung, hat noch ein Hühnchen mit Burgstaller zu rupfen. Grün ist beim Kartenspiel im Kaffeehaus von Frau Bock schon mehrfach unangenehm aufgefallen. Ständig kiebitzt er und hat dafür schon einmal eine schallende Ohrfeige erhalten, anschließender Rauswurf inklusive. Nun sinnt der Mann auf Rache. Als Drucksetzer weiß er, wie man eine perfekte Zeitungsente ins Blatt hineinschmuggelt. Kurzerhand setzt Grün die Meldung ein, dass die Losnummer von Burgstaller und Korn angeblich für den Hauptgewinn gezogen wurde. Der Fleischermeister ist daraufhin vollkommen aus dem Häuschen, kauft sich ein luxuriöses Fahrzeug und verschenkt in seinem Übermut sein Geschäft an die Angestellte Ilona. Jetzt ist er sich sicher, dass er endlich Steffi heiraten kann.
Korn hat sich, seines Anteils am Losglück gewiss, ebenfalls in Unkosten gestürzt und seine Wohnung vollkommen neu möbliert. Bei einem Heurigen in Grinzing wird der große Losgewinn entsprechend gefeiert, doch zum Abschluss der Wein-Weib-und-Gesang-Fete kommt es zu einem Streit einiger Anwesenden. Am nächsten Morgen haben alle Beteiligte einen Kater ganz besonderer Natur. Grüns Zeitungsente wird publik, und der Katzenjammer ist groß: Burgstaller ist nämlich sein Geschäft los, und Steffi mag ihn noch immer nicht heiraten. Vielmehr sind sie und Pepi die Losgewinner. Jetzt können beide endlich den Bund der Ehe eingehen. Laden-Neubesitzerin Ilona erweist sich jedoch als gutherzig, denn sie will das ihr überschriebene Fleischereigeschäft gar nicht übernehmen. Da erst bemerkt Burgstaller, was er an seiner besten Verkaufskraft hat.

## Produktionsnotizen
Wien, du Stadt der Lieder entstand zwischen Ende Januar und Mitte März 1930 in den UFA-Ateliers in Neubabelsberg und wurde am 28. März 1930 im UFA-Theater Universum uraufgeführt. Die Wiener Premiere am 19. April 1930 teilten sich das Zirkus-Busch-Kino am Praterstern sowie das (1917 eröffnete und heute, 2019, noch bestehende) Haydn-Tonfilm-Kino in der Mariahilfer Straße.
Richard Oswald war auch Produktionsleiter. Die Filmbauten entwarf Franz Schroedter, für den Ton sorgte Hermann Stör. Guido Bagier hatte die Ton-Produktionsleitung, Hans Conradi die tontechnische Leitung. Die Liedtexte schrieben Ernst Neubach, Hans Pflanzer und Robert Gilbert.

## Musik
Folgende Musiktitel wurden gespielt:
- Du kannst mir mal für’n Sechser
- Euch kann keener…
- Ich hab’ kein Auto, ich hab’ kein Rittergut
- Ja, dort im Liebhardstal
- Ohne dich kann ich nicht leben, herrliches Mädchen
- Wat denn, wat denn …
- Wien, du Stadt der Lieder

## Kritik
Paimann’s Filmlisten resümierte: „Unter Verzicht auf viele Errungenschaften des stummen Films hat man hier eine Posse zusammengemixt, die sich von ihren Vorgängern auf den Brettern nur durch die gleichzeitige Weiterbewegung der Handlung auf mehreren Schauplätzen unterscheidet. Mit der zur Verfügung stehendenvorzüglichen Besetzung aber wirkt das Filmchen ausgezeichnet.“